# Bahnstrecke Háj u Duchcova–Duchcov
| Streckenlänge: | 5,93 km              |                                              |                                              |
| Spurweite: | 1435 mm (Normalspur) |                                              |                                              |
| |                      |                                              |                                              |
| \| \| \| von Děčín hlavní nádraží západ (vorm. DBE) \| \| \| \| 45,809 \| Háj u Duchcova früher Haan \| Háj u Duchcova früher Haan \| \| \| \| nach Chomutov seřazovací nádraží (vorm. DBE) \| \| \| \| 46,077 \| Victorin-Schacht \| Victorin-Schacht \| \| \| 46,580 \| Nelson-Schacht I und II \| Nelson-Schacht I und II \| \| \| \| von Osek (vorm. DBE) \| \| \| \| 47,550 \| Fortschritt-Schacht \| Fortschritt-Schacht \| \| \| 48,298 \| Neuer Fortschritt-Schacht \| Neuer Fortschritt-Schacht \| \| \| \| Kreuzerhöhung-Schacht \| \| \| \| \| Emma-Schacht und Mariaschacht \| \| \| \| \| Peter und Paul-Schacht \| \| \| \| 49,360 \| Duchcov-Liptice Dux-Liptitz \| Duchcov-Liptice Dux-Liptitz \| \| \| \| Antonia-Schacht \| \| \| \| \| Johannes-Schacht \| \| \| \| 50,728 \| Christiania-Schacht \| Christiania-Schacht \| \| \| \| von Ústí nad Labem (vorm. ATE) \| \| \| \| 51,740 \| odb. Rozcestí \| odb. Rozcestí \| \| \| \| nach Chomutov (vorm. ATE) \| \| \| \| \| nach Světec (vorm. ATE) \| \| \| \| \| Ledvice Ladowitz \| \| \| \| \| nach Plzeň (vorm. EPPK) \| \| \| \| \| \| \| \| Quellen: [1][2][3] \| \| \| \| |                      |                                              |                                              |
| Strecke |                      | von Děčín hlavní nádraží západ (vorm. DBE)   | von Děčín hlavní nádraží západ (vorm. DBE)   |
| Haltepunkt / Haltestelle | 45,809               | Háj u Duchcova früher Haan                   | Háj u Duchcova früher Haan                   |
| Abzweig ehemals geradeaus und nach rechts |                      | nach Chomutov seřazovací nádraží (vorm. DBE) | nach Chomutov seřazovací nádraží (vorm. DBE) |
| Abzweig geradeaus und von links (Strecke außer Betrieb) | 46,077               | Victorin-Schacht                             | Victorin-Schacht                             |
| Abzweig geradeaus und nach links (Strecke außer Betrieb) | 46,580               | Nelson-Schacht I und II                      | Nelson-Schacht I und II                      |
| Abzweig geradeaus und von rechts (Strecke außer Betrieb) |                      | von Osek (vorm. DBE)                         | von Osek (vorm. DBE)                         |
| Abzweig geradeaus und nach links (Strecke außer Betrieb) | 47,550               | Fortschritt-Schacht                          | Fortschritt-Schacht                          |
| Abzweig geradeaus und von rechts (Strecke außer Betrieb) | 48,298               | Neuer Fortschritt-Schacht                    | Neuer Fortschritt-Schacht                    |
| Abzweig geradeaus und von links (Strecke außer Betrieb) |                      | Kreuzerhöhung-Schacht                        | Kreuzerhöhung-Schacht                        |
| Abzweig geradeaus und von rechts (Strecke außer Betrieb) |                      | Emma-Schacht und Mariaschacht                | Emma-Schacht und Mariaschacht                |
| Abzweig geradeaus und nach links (Strecke außer Betrieb) |                      | Peter und Paul-Schacht                       | Peter und Paul-Schacht                       |
| Bahnhof (Strecke außer Betrieb) | 49,360               | Duchcov-Liptice Dux-Liptitz                  | Duchcov-Liptice Dux-Liptitz                  |
| Abzweig geradeaus und nach rechts (Strecke außer Betrieb) |                      | Antonia-Schacht                              | Antonia-Schacht                              |
| Abzweig geradeaus und nach rechts (Strecke außer Betrieb) |                      | Johannes-Schacht                             | Johannes-Schacht                             |
| Abzweig geradeaus und nach rechts (Strecke außer Betrieb) | 50,728               | Christiania-Schacht                          | Christiania-Schacht                          |
| Abzweig geradeaus und von links (Strecke außer Betrieb) |                      | von Ústí nad Labem (vorm. ATE)               | von Ústí nad Labem (vorm. ATE)               |
| Blockstelle (Strecke außer Betrieb) | 51,740               | odb. Rozcestí                                | odb. Rozcestí                                |
| Abzweig geradeaus und nach rechts (Strecke außer Betrieb) |                      | nach Chomutov (vorm. ATE)                    | nach Chomutov (vorm. ATE)                    |
| Abzweig geradeaus und nach links (Strecke außer Betrieb) |                      | nach Světec (vorm. ATE)                      | nach Světec (vorm. ATE)                      |
| Bahnhof (Strecke außer Betrieb) |                      | Ledvice Ladowitz                             | Ledvice Ladowitz                             |
| Strecke (außer Betrieb) |                      | nach Plzeň (vorm. EPPK)                      | nach Plzeň (vorm. EPPK)                      |
| |                      |                                              |                                              |
| Quellen: |                      |                                              |                                              |

Die Bahnstrecke Háj u Duchcova–Duchcov war eine Eisenbahnverbindung im heutigen Tschechien, die ursprünglich von der k.k. priv. Dux-Bodenbacher Eisenbahn (DBE) erbaut und betrieben wurde. Sie zweigte in Háj u Duchcova (Haan) von der Bahnstrecke Děčín–Chomutov ab und führte nach Duchcov (Dux), wo sie an der Abzweigstelle (odb.) Rozcestí in die Bahnstrecke Plzeň–Duchcov einmündete. 

## Geschichte
Am 9. Juli 1869 war der Dux-Bodenbacher Bahn der Bau einer Bahnstrecke von Bodenbach nach Dux mit einer Zweigbahn nach Komotau gestattet worden. Am 20. Mai 1871 ist die Strecke von Bodenbach bis Dux eröffnet worden. 
Am 16. Dezember 1879 wurde die Erweiterung der Strecke von Dux zum Bahnhof Ladowitz der k.k. priv. Eisenbahn Pilsen–Priesen(–Komotau) (EPPK) als Schleppbahn in Betrieb genommen. Sie umging die aktiven Kohleabbaufelder südlich von Dux in einem weiten Bogen. Zur Strecke Aussig–Komotau der k.k. priv. Aussig-Teplitzer Eisenbahn (ATE) bestand dabei keine direkte Verbindung. Dort bestand lediglich eine niveaugleiche Kreuzung („Rozcesti“).
Die Strecke diente insbesondere der Kohleabfuhr von den Braunkohleschächten westlich von Dux. Direkt an der Strecke lagen die Zechen Nelson bei Ossegg sowie Fortschrittschacht, Mariaschacht, Johannesschacht, Christianiaschacht und Peter und Paul bei Dux. 
In Vorbereitung der geplanten Verstaatlichung der DBE ging die Betriebsführung der Strecke ab dem  1. Juli 1884 an die k.k. österreichischen Staatsbahnen (kkStB) über. Verstaatlicht wurde die Dux-Bodenbacher Bahn allerdings erst am 1. Jänner 1894. 
Nach dem Ersten Weltkrieg kam die Strecke zu den neu gegründeten Tschechoslowakischen Staatsbahnen ČSD. Die ČSD betrieb die Verbindung noch bis 1931, wenig später wurde sie abgebaut.
Nach dem Zweiten Weltkrieg verschwand ein großer Teil der ehemaligen Trasse in den Braunkohle-Tagebauen důl Nový Pokrok und důl Alois Jirásek, so dass heute kaum mehr Reste der Strecke erhalten sind.